# Søren Kragh-Jacobsen
Søren Kragh-Jacobsen (nacido el 2 de marzo de 1947 en Copenhague) es un director de cine danés, además de músico y compositor. Comenzó a ser conocido en Dinamarca como músico. Estudió en la escuela de cine de Praga y volvió a Dinamarca donde ha dirigido y escrito películas y producciones televisivas. Además, es uno de los cofundadores del movimiento cinematográfico Dogma 95. Actualmente vive en Copenhague con su mujer y sus dos hijos.
Ha sido reconocido internacionalmente con premios como el Oso de Plata Gran premio del jurado - Berlín 1999 de la Berlinale (por Mifune) o el emmy por La isla de Bird Street

## Filmografía
- 2003 Skagerrak
- 1999  Mifune sidste sang (Mifune o Secretos en familia)
- 1997 Øen i fuglegaden (La isla de Bird Street)
- 1991 Drengene Fra Sankt Petri (Los chicos de San Petri)
- 1988 Guldregn (Emma's shadow)
- 1983 Isfugle (Thundirbirds)
- 1981 Gummi-Tarzan (Rubber tarzan)
- 1978 'Vil du se min smukke navle? (Wanna see my beautiful navel?)

También ha dirigido anuncios y producciones televisivas.